# Le Dernier Chapitre
Le Dernier Chapitre (The Last Chapter en anglais) est une mini-série canadienne bilingue en douze épisodes de 45 minutes créée par Luc Dionne et diffusée en français entre le 6 mars 2002 et le 17 février 2003 à la Télévision de Radio-Canada et en anglais sur le réseau CBC.

## Synopsis
Cette mini-série suit le parcours de Bob Durelle, un motard criminel. Il étend impitoyablement son empire de trafic de drogues en établissant un nouveau chapitre des Triple Sixers, une organisation de motards mondial, en Ontario. Celui-ci désire que son ami, Ross Desbiens, le suive ainsi que les autres gangs de Toronto. Mais, croyant l'échec préétablit, ce dernier refuse et fonde un autre gang de motard, Les Matadores. Sur fond de trahison et d’amitiés brisées, des relations troublantes se tissent entre les chefs de bande et leur famille.

## Distribution
- Michael Ironside (VQ : Benoit Rousseau) : Bob Durelle
- George Buza (en) : Lenny Lenpiski « The Brain »
- Roy Dupuis : Ross Desbiens
- Andreas Apergis (de) : David Butler
- Frank Schorpion : Zip O'Connors, président de Montréal
- Dan Bigras : Roots Racine
- Richard Lemire : Snapper
- Tony Conte : Gilles, président de Sainte-Foy
- Jean Deschênes : Mêle
- Céline Bonnier : Wendy Desbiens
- Michel Forget : Bill Gueneth
- Louis-Philippe Dandenault : Steve Stewart
- Maxim Roy : Jennifer Mackenzie
- Marina Orsini : Karen Durelle
- Fanny La Croix : Sarah Durelle
- : Jonathan Durelle
- Éric Hoziel : Wiseman
- Lorne Brass : Danny Lazarus
- Francis X. McCarthy (en) (VQ : Roger Léger) : Glen O'Sullivan
- Michele Scarabelli (en) : Deborah Mousseau
- Richard Zeman : Ricky Jones
- Chip Chuipka : Bippy
- Alain Goulem (de) : Fisher
- Alexander Bisping : Plumber

 Source et légende : version québécoise (VQ) sur Doublage.qc.ca

## Fiche technique
- Scénario et dialogues : Luc Dionne
- Réalisateur : Richard Roy
- Production : Ciné Télé Action

## Commentaires
La série a été tournée simultanément dans les deux langues, les membres de la distribution étant bilingues, où chaque scène a été tournée en double, une pour chaque langue. La seule exception étant Michael Ironside, qui ne parle pas assez bien en français et a été doublé.

## Récompenses
- 2002
  - Prix Gémeaux du meilleur rôle de soutien féminin : Céline Bonnier
  - Prix MetroStar Rôle masculin dans une télésérie québécoise : Roy Dupuis
- 2003
  - Prix Gemini Best Performance by an Actress in a Continuing Leading Dramatic Role : Marina Orsini